# Женская сборная Таиланда по кёрлингу
Женская сборная Таиланда по кёрлингу — представляет Таиланд на международных соревнованиях по кёрлингу. Управляющей организацией выступает Ассоциация кёрлинга Таиланда (англ. Thai Curling Association, Curling Association of Thailand).

## Результаты выступлений

### Зимние Азиатские игры
| Год       | Место          | И              | В              | П              | Состав (четвёртый/скип, третий, второй, первый, запасной, тренер) |
| --------- | -------------- | -------------- | -------------- | -------------- | --- |
| 2003—2017 | не участвовали | не участвовали | не участвовали | не участвовали | не участвовали |
| 2025      | 8              | 8              | 1              | 7              | Phichayathida Jaosap (скип), Nattida Kumpeerakit, Supakan Kaewmorakot, Kanya Natchanarong, запасной: Wanvisa Punyaneramitdee, тренеры: Archavit Choengklinchan, Chanatip Sonhham |